# Giovanna Viarengo
Giovanna "Nina" Viarengo, född 10 februari1915i Turin, död (uppgift saknas), var en italiensk friidrottare med löpgrenar som huvudgren. Viarengo var flerfaldig italiensk mästare och blev medaljör vid damolympiaden Olimpiadi della Grazia 1931 och var en pionjär inom damidrott.

## Biografi
Giovanna Viarengo föddes 1915 i Turin i nordvästra Italien. I ungdomstiden blev hon intresserad av friidrott och gick med i idrottsföreningen "Società Ginnastica di Torino", hon tävlade främst i kortdistanslöpning men även i hoppgrenar. Hon tävlade även i flera landskamper i det italienska damlandslaget i friidrott.
1929 deltog hon i sina första tävlingar, hon vann stafettlöpning 4 x 100 meter (med Lidia Bongiovanni, Viarengo som andre löpare, Ellen Capozzi och Margherita Scolari) i en tävling i Bologna.
1930 deltog hon i sina första italienska mästerskap i friidrott (Campionati italiani assoluti di atletica leggera) i Florens, hon tog guldmedalj i löpning 100 meter och guldmedalj i längdhopp. Senare samma år deltog Viarengo vid damolympiaden Internationella kvinnospelen i Prag. Hon tävlade i flera grenar men utan att nå medaljplats, under kvalloppen i löpning 100 m blev hennes tid italienskt rekord, även i stafettlöpning 4 x 100 meter (med Bravin, Steiner och Bongiovanni) den 7 september blev sluttiden också nytt italienskt rekord igen.
1931 vann Viarengo återigen guldmedalj i löpning 60 meter och även på 80 meter och 100 meter vid italienska mästerskapen i friidrott i Bologna. 12 juli samma år satte hon italienskt rekord i löpning 60 m och 100 m vid tävlingar i Genua.
Senare under 1931 deltog Viarengo vid damolympiaden Olimpiadi della Grazia i Florens, under idrottsspelen vann hon silvermedalj i stafettlöpning 4 x 75 meter (med Lidia Bongiovanni, Maria Bravin, Tina Steiner och Viarengo som 4.e löpare). Hon tävlade även i löpning 60 m samt i stafettlöpning 4 x 100 m och svensk stafett dock utan att nå medaljplats. Segertiden i stafettlöpning 4 x 75 m var också italienskt rekord. Vid tävlingar i Chorzów 8 augusti förbättrade hon även det italienska rekordet i stafettlöpning 4 x 100 m (med Steiner, Bravin och Bongiovanni).
1932 deltog Viarengo i sina sista italienska mästerskapen, hon vann silvermedalj i löpning 60 meter vid italienska mästerskapen i friidrott i Venedig. Hon tävlade även i svensk stafett (utanför ordinarie program) med Claudia Testoni), Viarengo som andre löpare, Maria Coselli och Leandrina Bulzacchi, segertiden blev världsrekord i grenen.
Senare drog sig Viarengo tillbaka från tävlingslivet.